# Lithophane muehlschlegleri
Lithophane muehlschlegleri là một loài bướm đêm trong họ Noctuidae.